# Attila (opera)

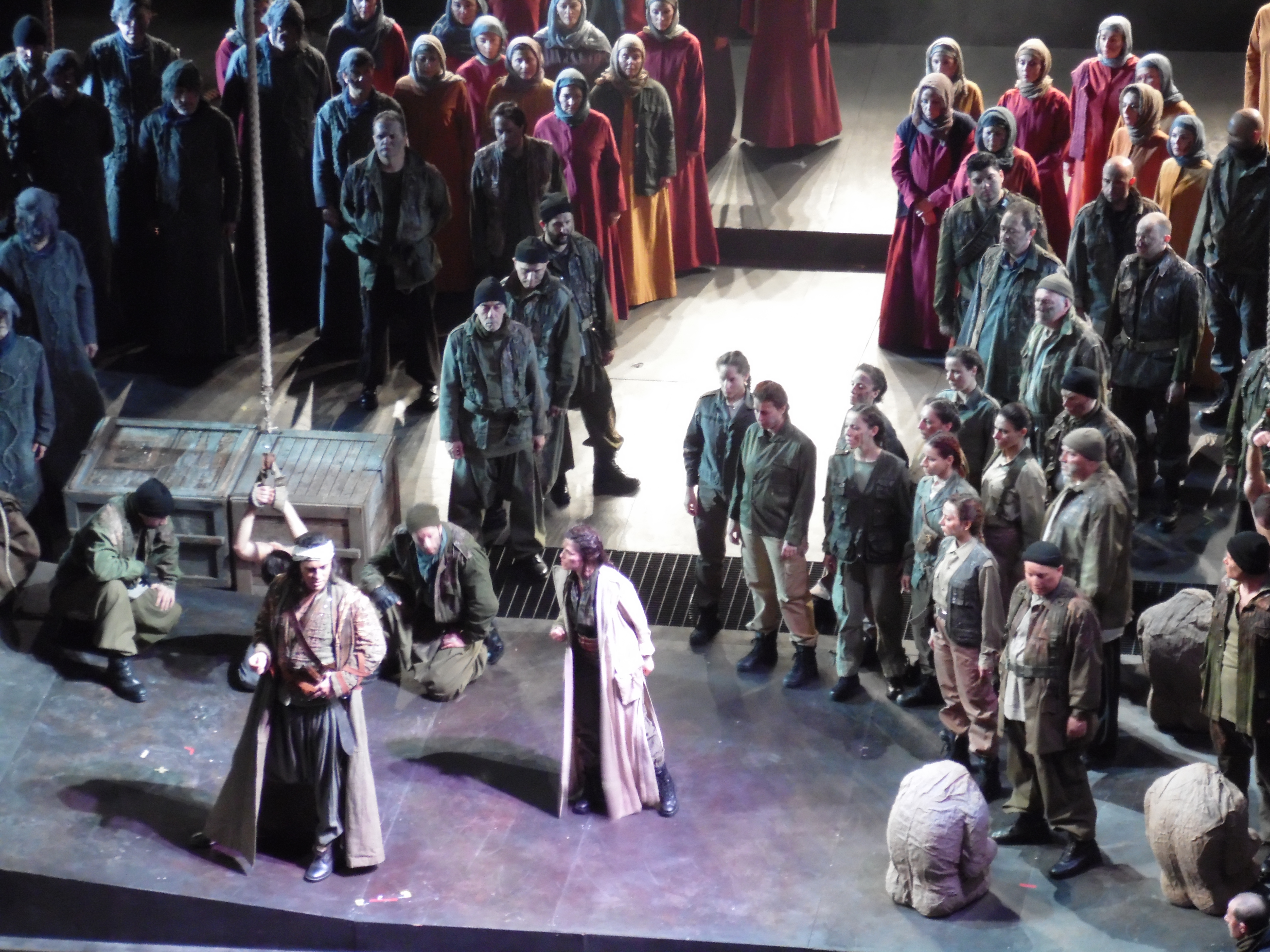
Verdi: Attila. Teatro Massimo, Palermo 2016

Attila is een opera met een proloog en drie bedrijven van Giuseppe Verdi op een Italiaans libretto van Temistocle Solera, gebaseerd op het toneelstuk Attila, König der Hunnen ("Attila, koning van de Hunnen") van Zacharias Werner.
Oorspronkelijk had Verdi Francesco Maria Piave gevraagd voor het libretto, naar het scenario van Verdi zelf. Nadat hij het werk van Piave ongeschikt vond ging Verdi naar Solera, maar keerde uiteindelijk terug naar Piave voor het derde bedrijf. De première vond plaats in het Teatro La Fenice in Venetië op 17 maart 1846.
De aria "E gettata la mia sorte" van Ezio is een goed voorbeeld van Verdi’s karakteristieke manier van componeren en verwierf in die tijd aanzien bij het publiek in relatie tot het invoeren van een liberale staat door Ferdinand II. Een commentaar uit die tijd was dat het werk geschikt was voor "politiek onderwijs aan het volk", al was er ook kritiek, waarin de opera als "Teutonisch" werd omschreven.

## Rolverdeling
- Attila, Koning van de Hunnen - bas
- Uldino,  een Bretonse slaaf van Attila - tenor
- Odabella, dochter van de heer van Aquileia - sopraan
- Ezio, een Romeins generaal - bariton
- Foresto, een knecht van Aquileia - tenor
- Paus Leo I - bas
- Kapiteins, koningen en soldaten van de Hunnen, Priesteressen, Aquileianen, Romeinse soldaten en het volk van Rome - koor

## Synopsis

### Proloog
In de geruïneerde stad Aquileia zijn Atilla en zijn wrede troepen verrast een groep vrouwen te zien die als krijgsgevangenen gespaard zijn gebleven. Hun leidster, Odabella, vraagt waarom de vrouwen van de Hunnen thuis zijn gebleven (aria: "Allor che i forti corrono"). Attila, onder de indruk van haar moed, biedt haar een gunst aan, waarop zij een zwaard vraagt om de dood van haar vader te wreken, die door de hand van Attila zelf gesneuveld is (aria: "Da te questo or m'è concesso"). De Romeinse afgezant Ezio vraagt audiëntie en stelt een tweedeling van het rijk voor: "het universum voor U en Italië voor mij "; Attila wijst hem af als een verrader van zijn eigen land. Langzaam verandert het toneel in een moeras, het toekomstige beeld van Venetië. Een boot met Foresto en andere overlevenden arriveert; hij denkt aan de gevangengenomen Odabella (aria "Ella in poter del barbaro"), maar komt dan tot zichzelf en begint met de anderen een stad te bouwen (aria "Cara patria già madre e reina").

### Eerste bedrijf
Atilla's kamp
Odabella beklaagt zich over het verlies van haar vader en Foresto (aria "Oh! Nel fuggente nuvolo"), want ze gelooft dat ze beiden zijn gestorven. Als Foresto plotseling verschijnt is ze op haar hoede, zij ontkent elke ontrouw en herinnert hem aan Judith. Attila ontwaakt in zijn tent en vertelt Uldino geschokt van zijn droom, waarin een oude man hem bij de poorten van Rome aanhield en hem waarschuwde terug te keren zonder Rome aan te vallen (aria "Mentre gonfiarsi l'anima parea"). Met de komst van het daglicht keert ook zijn moed terug en hij geeft zijn marsorders (aria "Oltre quel limite, t'attendo, o spettro"). Als er echter een stoet nadert herkent hij de Romeinse bisschop Leo en hij stort in.

### Tweede bedrijf
Ezio's kamp
Ezio is teruggeroepen nadat de vrede is gesloten. In de aria "Dagl'immortali vertici" vergelijkt hij Romes vergane glorie met het kind en keizer Valentine. Als hij Foresto, incognito, herkent tussen de boodschappers die een uitnodiging brengen voor een banket met Attila, stemt hij ermee in zich bij diens troepen te voegen (aria "E' gettata la mia sorte"). Aan het banket spant Foresto samen om Atilla te laten vergiftigen door Uldino; daartegenover zien we Odabella, jaloers en vervuld van haar eigen wraakgevoelens. Een dankbare en nietsvermoedende Attila verklaart dat zij zijn vrouw zal worden en stelt de ongemaskerde Foresto onder haar hoede.

### Derde bedrijf
Het bos
Foresto beklaagt zich over Odabella’s kennelijke verraad (Aria "Che non avrebbe il misero"). Ezio arriveert en openbaart zijn plan om een hinderlaag te leggen voor de Hunnen; dan komt Odabella, die probeert zijn vertrouwen te winnen. Attila ontdekt de drie verraders en ontdekt het bedrog. Odabella steekt hem neer.

## Geselecteerde opnamen
| Jaar | Rolverdeling (Atilla, Foresto, Odabella, Ezio)                          | Dirigent, operagezelschap en orkest                                                                   | Label                                   |
| ---- | ----------------------------------------------------------------------- | --- | --------------------------------------- |
| 1972 | Ruggero Raimondi, Carlo Bergonzi, Cristina Deutekom, Sherrill Milnes    | Lamberto Gardelli, Royal Philharmonic Orchestra, Ambrosian Singers en Finchley Children's Music Group | Audio cd: Philips Cat: 412-875-2        |
| 1991 | Samuel Ramey, Neil Shicoff, Cheryl Studer, Giorgio Zancanaro            | Riccardo Muti, koor en orkest van het Teatro alla Scala                                               | Audio cd: EMI Cat:                      |
| 1991 | Samuel Ramey, Kaludi Kaludov, Cheryl Studer, Giorgio Zancanaro          | Riccardo Muti, koor en orkest van het Teatro alla Scala                                               | dvd: Image Entertainment Cat: 4360PUDVD |
| ?    | Yevgeny Nesterenko, Lajos Miller, Sylvia Sass, János B. Nagy            | Lamberto Gardelli, Hungarian State Orchestra Hungarian Radio and Television Chorus                    | Audio cd: Hungaroton Cat:               |
| 2001 | Ferruccio Furlanetto, Carlo Ventre, Dimitra Theodossiou, Alberto Gazale | Donato Renzetti, koor en orkest van het Teatro Giuseppe Verdi (Triëst)                                | Audio cd: Dynamic Cat: CDS 372/1-2      |